# Meer van Warfaaz
Het meer van Warfaaz (Lac de Warfaaz) is een klein meer op een paar kilometer van Spa, bij de plaats Nivezé. Het is bedoeld voor visrecreatie. Ook kunnen er trapboten worden gehuurd.
Het is een stuwmeer dat in 1892 werd gebouwd op het riviertje de Wayai. De oppervlakte is 8 ha.
Tot aan de gemeentelijke herinrichting van 1977 lag het meer op het grondgebied van de voormalige gemeente Sart dat nu tot Jalhay behoort. In dat jaar werd het meer samen met de hoogte van Balmoral en het veen van Malchamps bij het grondgebied van Spa gevoegd.
Aan de noordoever bevindt zich het château de Balmoral.

## Foto's

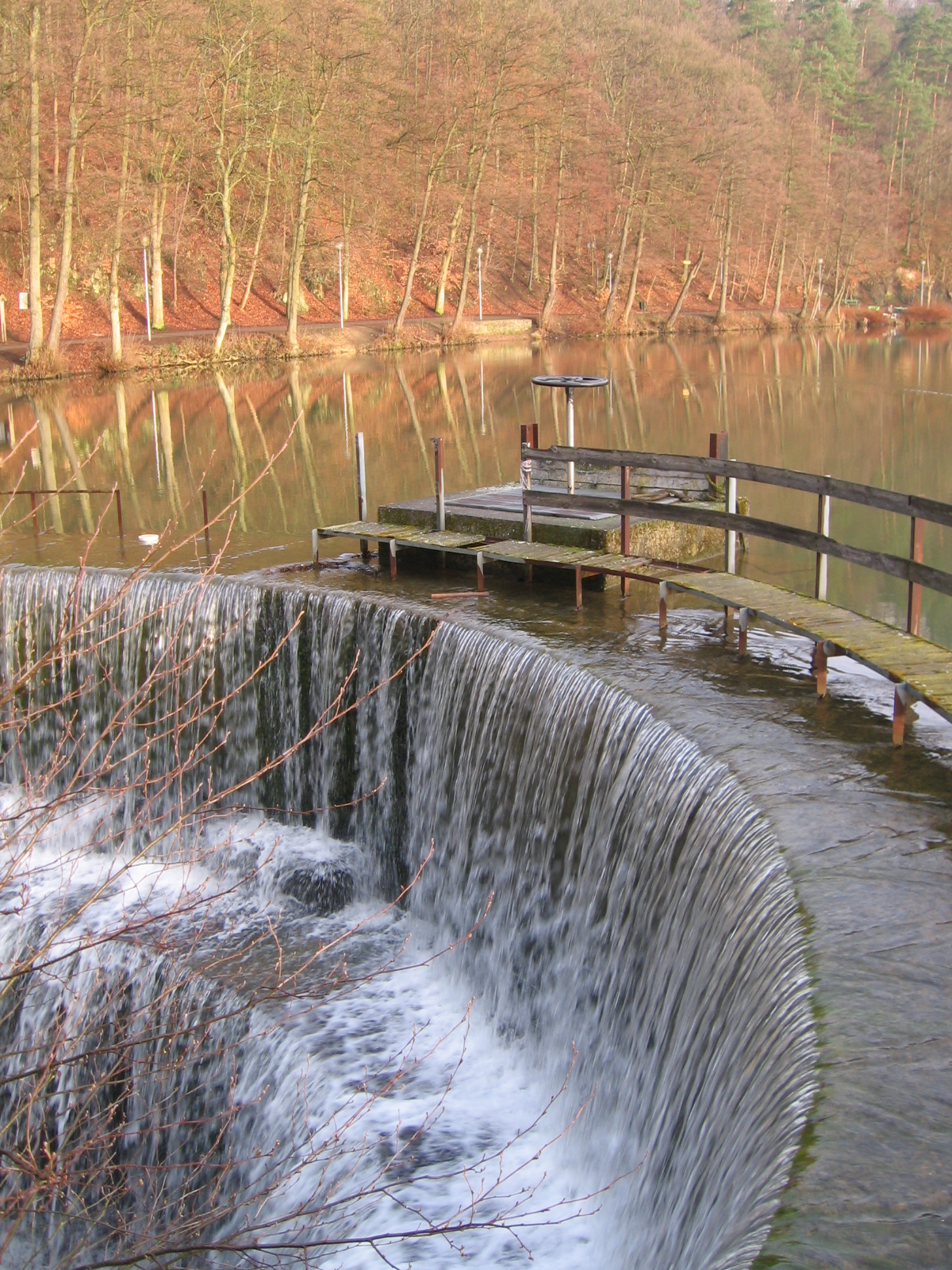
Stuw

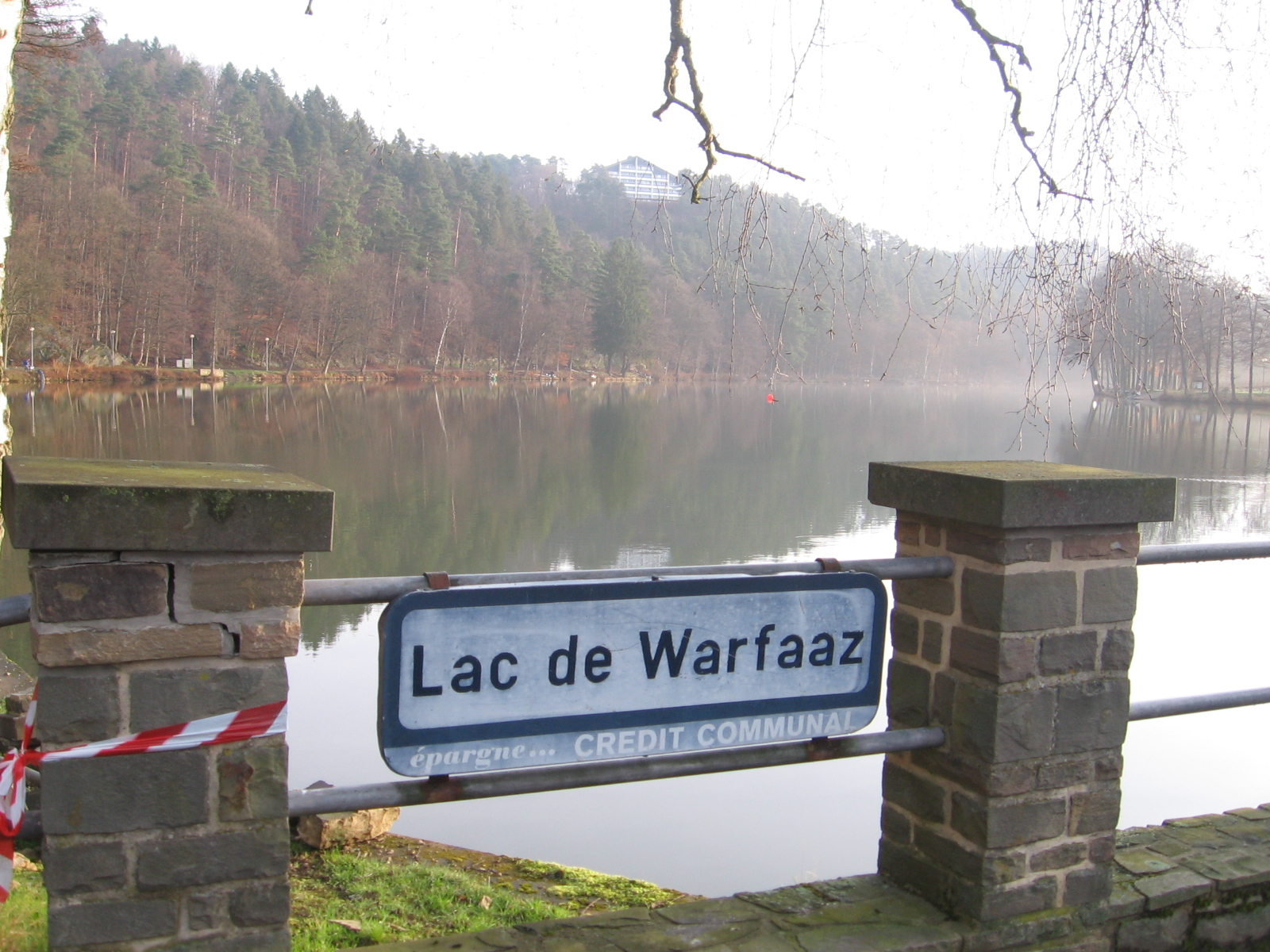
Naambord en uitzicht